# Џејн Боулс
Џејн Боулс (енгл. Jane Bowles; Њујорк, 12. фебруар 1917 — Малага, 4. мај 1973) била је америчка књижевница. Рођена у њујоршкој јеврејској породици, Боулс је рано пронашла спас од сопствених страхова и несигурности у књижевности. Заједно са својим супругом књижевником Полом Боулсом путовала је по свету и често мењала место пребивалишта. Најдуже су живели у Мароку. Духовита и склона изненађењима, водила је богат друштвени живот, окупивши око себе велики број уметника и интелектуалаца. Пошто се већи део живота борила са стваралачком блокадом, њен књижевни опус није велики. Написала је роман Две озбиљне даме, драму Летњиковац и збирку приповедака Обична задовољства. Иако је утицала на књижевнике попут Тенесија Вилијамса, Трумана Капотеа и Џона Ешберија, остала је непризната за живота. Књижевну репутацију и признања стекла је након смрти.

## Биографија
Рођена је у јеврејској породици у Њујорку 22. фебруара 1917, као дете Сиднија Ауера и Клер Стајер. Детињство је провела у Вудмиру, држава Њујорк. Као тинејџерка оболела је од туберкулозног артритиса колена, те ју је мајка одвела у Швајцарску на лечење. У овом периоду развила је страст према књижевности. Њено упознавање са француским књижевником Луј-Фернинадом Селином пресудно је утицало на одабир позива писца. Пред крај тинејџерског доба вратила се у Њујорк, где је постала део боемских кругова Гринвич Вилиџа. Упознала је књижевника и композитора Пола Боулса 1937, за кога се удала 1938. Брак је конзумиран првих годину дана брачног живота, након чега су живели као пријатељи, имајући махом хомосексуалне везе изван брака. Медени месец су провели у Мексику, где ће се одигравати радња њеног јединог романа Две озбиљне даме. Брачни пар је потом отпутово у Париз, а затим поново у Мексико 1938. У Мексику је и започела везу са Хелвитом Перкинс.
Роман Две озбиљне даме изашао је 1943. Књижевна критика и читалачка публика га је дочекала равнодушно. У првој половини четрдестих година дведестог века брачни пар је живео у Њујорку, да би се 1948. преселили у Мароко. Тамо је имала страствену и компликовану везу са бедуинком Шерифом. На кратко се вратила у Њујорк да би присуствовала премијерном извођењу сопствене драме Летњиковац. Представа је доживела критички и комерцијални неуспех. У наредним годинама усредсредила се на писање кратких прича. Такође је желела да напише још један роман, али у томе није успела због стваралачке блокаде, алкохолизма и вођења богатог друштвеног живота. Доживела је снажни мождани удар 1957. који јој је ослабио вид и делимично парализовао. Остатак живота неуспешно се борила да напише још неко књижевно дело. Умрла је 4. маја 1957. Књижевно признање је стекла након смрти.